# Кіппенс
Кіппенс (англ. Kippens) — містечко в Канаді, у провінції Ньюфаундленд і Лабрадор.

## Населення
За даними перепису 2016 року, містечко нараховувало 2008 осіб, показавши зростання на 10,6%, порівняно з 2011-м роком. Середня густина населення становила 140,3 осіб/км².
З офіційних мов обидвома одночасно володіли 160 жителів, тільки англійською — 1 845. Усього 20 осіб вважали рідною мовою не одну з офіційних.
Працездатне населення становило 58,7% усього населення, рівень безробіття — 15,6% (20,6% серед чоловіків та 10,4% серед жінок). 87,9% осіб були найманими працівниками, а 9,5% — самозайнятими.
Середній дохід на особу становив $49 741 (медіана $37 248), при цьому для чоловіків — $61 867, а для жінок $37 454 (медіани — $45 440 та $29 504 відповідно).
20,9% мешканців мали закінчену шкільну освіту, не мали закінченої шкільної освіти — 14,7%, 64,6% мали післяшкільну освіту, з яких 26% мали диплом бакалавра, або вищий.
| Статево-вікова структура населення | Статево-вікова структура населення | Статево-вікова структура населення | Статево-вікова структура населення | Статево-вікова структура населення |
| ---------------------------------- | ---------------------------------- | ---------------------------------- | ---------------------------------- | ---------------------------------- |
|                                    |                                    |                                    |                                    |                                    |
| Всього                             | Всього                             | 48,8%51,2%                         |                                    |                                    |
| 0 — 14 років                       | 0 — 14 років                       |                                    | 14,2%                              | 14,2%                              |
| 15 — 64 років                      | 15 — 64 років                      |                                    | 63,7%                              | 63,7%                              |
| 65 і більше                        | 65 і більше                        |                                    | 22,1%                              | 22,1%                              |
| 85 і більше                        | 85 і більше                        |                                    | 2%                                 | 2%                                 |
| Середній вік (років)               | Середній вік (років)               | 45,646,3                           | 46,0                               | 46,0                               |
| Медіана (років)                    | Медіана (років)                    | 49,949,6                           | 49,8                               | 49,8                               |
| — чоловіки — жінки                 |                                    |                                    |                                    |                                    |

| Походження мешканців:     | Походження мешканців:     | Походження мешканців: | Походження мешканців: | Походження мешканців: |
| ------------------------- | ------------------------- | --------------------- | --------------------- | --------------------- |
| Походження                |                           |                       | осіб                  | %                     |
| Корінні американці        | Корінні американці        |                       | 965                   | 49.36%                |
| Інше північноамериканське | Інше північноамериканське |                       | 765                   | 39.13%                |
| Європейське               | Європейське               |                       | 1 330                 | 68.03%                |
| британське                | британське                |                       | 1 015                 | 51.92%                |
| французьке                | французьке                |                       | 650                   | 33.25%                |
| Азійське                  | Азійське                  |                       | 45                    | 2.3%                  |

| Зайнятість населення за галузями (за класифікацією NOC): | Зайнятість населення за галузями (за класифікацією NOC): | Зайнятість населення за галузями (за класифікацією NOC): | Зайнятість населення за галузями (за класифікацією NOC): | Зайнятість населення за галузями (за класифікацією NOC): |
| -------------------------------------------------------- | -------------------------------------------------------- | -------------------------------------------------------- | -------------------------------------------------------- | -------------------------------------------------------- |
|                                                          |                                                          |                                                          |                                                          |                                                          |
| Управління                                               | Управління                                               |                                                          | 8,2%                                                     | 8,2%                                                     |
| Бізнес, фінанси та адміністрування                       | Бізнес, фінанси та адміністрування                       |                                                          | 16%                                                      | 16%                                                      |
| Природничі та прикладні науки                            | Природничі та прикладні науки                            |                                                          | 4,6%                                                     | 4,6%                                                     |
| Охорона здоров'я                                         | Охорона здоров'я                                         |                                                          | 9,3%                                                     | 9,3%                                                     |
| Освіта, правозахист, муніципальні та урядові служби      | Освіта, правозахист, муніципальні та урядові служби      |                                                          | 17,5%                                                    | 17,5%                                                    |
| Мистецтво, культура, відпочинок та спорт                 | Мистецтво, культура, відпочинок та спорт                 |                                                          | 3,1%                                                     | 3,1%                                                     |
| Роздрібна торгівля та послуги                            | Роздрібна торгівля та послуги                            |                                                          | 19,1%                                                    | 19,1%                                                    |
| Гуртова торгівля, транспорт та обладнання                | Гуртова торгівля, транспорт та обладнання                |                                                          | 18%                                                      | 18%                                                      |
| Природні ресурси, сільське господарство                  | Природні ресурси, сільське господарство                  |                                                          | 3,1%                                                     | 3,1%                                                     |
| Виробництво                                              | Виробництво                                              |                                                          | 1%                                                       | 1%                                                       |

## Клімат
Середня річна температура становить 4°C, середня максимальна – 19,3°C, а середня мінімальна – -12,4°C. Середня річна кількість опадів – 1 375 мм.
| Клімат поселення                              | Клімат поселення | Клімат поселення | Клімат поселення | Клімат поселення | Клімат поселення | Клімат поселення | Клімат поселення | Клімат поселення | Клімат поселення | Клімат поселення | Клімат поселення | Клімат поселення | Клімат поселення |
| Показник                                      | Січ.             | Лют.             | Бер.             | Квіт.            | Трав.            | Черв.            | Лип.             | Серп.            | Вер.             | Жовт.            | Лист.            | Груд.            |                  |
| Середній максимум, °C                         | −2,09            | −2,96            | 0,91             | 5,86             | 11,33            | 16,11            | 18,70            | 19,34            | 15,07            | 9,81             | 5,10             | −0,52            |                  |
| Середня температура, °C                       | −6,83            | −7,7             | −3,82            | 1,12             | 6,59             | 11,38            | 15,27            | 15,90            | 11,64            | 6,38             | 1,67             | −3,96            |                  |
| Середній мінімум, °C                          | −11,57           | −12,44           | −8,56            | −3,62            | 1,86             | 6,64             | 11,83            | 12,47            | 8,20             | 2,94             | −1,76            | −7,39            |                  |
| Норма опадів, мм                              | 134              | 103              | 95               | 76               | 101              | 103              | 114              | 119              | 135              | 135              | 130              | 130              |                  |
| Середньомісячна швидкість вітру, м/с          | 6.34             | 5.86             | 5.62             | 5.25             | 4.68             | 4.35             | 4.00             | 4.11             | 4.58             | 5.06             | 5.55             | 6.12             |                  |
| Середньомісячна сонячна радіація, кДж/м²·день | 3633             | 6609             | 10888            | 14647            | 17847            | 19443            | 18977            | 16069            | 11838            | 7156             | 3861             | 2757             |                  |
| --------------------------------------------- | ---------------- | ---------------- | ---------------- | ---------------- | ---------------- | ---------------- | ---------------- | ---------------- | ---------------- | ---------------- | ---------------- | ---------------- | ---------------- |
| Джерело:                                      |                  |                  |                  |                  |                  |                  |                  |                  |                  |                  |                  |                  |                  |